# Tõnija
Tõnija is een plaats in de Estlandse gemeente Saaremaa, provincie Saaremaa. De plaats heeft de status van dorp (Estisch: küla) en telt 49 inwoners (2021).
Tot in oktober 2017 behoorde Tõnija tot de gemeente Valjala. In die maand werd Valjala bij de fusiegemeente Saaremaa gevoegd.
Tõnija werd in 1453 onder de naam Toneyegell voor het eerst genoemd. In de 18e en 19e eeuw lag het dorp op het landgoed van Röösa.